# Saint-Martin-des-Monts
Saint-Martin-des-Monts – miejscowość i gmina we Francji, w regionie Kraj Loary, w departamencie Sarthe.
Według danych na rok 1990 gminę zamieszkiwało 151 osób, a gęstość zaludnienia wynosiła 26 osób/km² (wśród 1504 gmin Kraju Loary Saint-Martin-des-Monts plasuje się na 1086. miejscu pod względem liczby ludności, natomiast pod względem powierzchni na miejscu 1160.).